# アルベルト・フォン・デア・ゴルツ
アルベルト・エミール・ヨハネス・ヘルマン・フォン・デア・ゴルツ伯爵（Albert Emil Johannes Hermann Graf von der Goltz, 1893年6月24日 - 1944年3月16日）は、ドイツの軍人。最終階級は予備役大佐 (Oberst der Reserve) で、第二次世界大戦中に柏葉付騎士鉄十字章受章者の一人となった。

## 軍歴

### 若年期と第一次世界大戦、戦間期
1893年、アルベルト・フォン・デア・ゴルツは西プロイセン・ヴィルジッツ地区 Heinrichsfeldeハインリヒスフェルデ（現在はポーランド領）にて、父ハインリヒ・アルブレヒト・グラーフ・フォン・デア・ゴルツ(Heinrich Ernst Albrecht Graf von der Goltz)と母エルザ・フォン・ボルコフスキー(Else von Borkowski)の間に生を受けた。フォン・デア・ゴルツ家は古くから続く貴族の家系で、父ハインリヒも地元の名士として知られていた。アルベルトには4歳年上の姉、エリザベート・エミー・ヴァンダ・ハリエット・グレーフィン・フォン・デア・ゴルツ（Elisabeth Emmy Wanda Harriet Gräfin von der Goltz）がいた。フォン・デア・ゴルツ家の家督は、少なくとも1427年から代々受け継がれており、アルベルトも父の死後、プロイセン様式の邸宅2箇所を含む全財産を相続した。ただし片方の邸宅は1922年に火災で焼失している。1885年国勢調査の記録によれば、フォン・デア・ゴルツ家はこれらの財産に加えて蒸留所やレンガ工場も所有し、251名の労働者を雇用していたという。
1913年、20歳になったアルベルト・フォン・デア・ゴルツは陸軍に入隊し、第1ブランデンブルク第2竜騎兵連隊(1. Brandenburgische Dragoner-Regiment Nr. 2)に配属された。同連隊は1689年に精鋭部隊として結成された部隊で、彼の貴族たる身分を鑑みての配属であった。また姉エリザベートの夫、アレクサンダー・グラーフ・フォン・シュリーフェン(Alexander Graf von Schlieffen)が同連隊に勤務する士官だった為、彼がデア・ゴルツに候補生(Fahnenjunker)の身分を与えたのだとも言われている。1914年、第一次世界大戦が始まる頃、デア・ゴルツは少尉に昇進する。彼は最前線で戦い、二級・一級鉄十字章を受章した。なおフォン・シュリーフェンは1918年9月19日にグゾークール近くで起こった戦闘の中で戦死している。
休戦後、デア・ゴルツは軍を除隊し、また1919年には結婚して家へと戻っている。戦後、ドイツ政府はヴェルサイユ条約に従い領土の一部をポーランドに割譲したが、新国境より6マイルほど外側にあったハインリヒスフェルデもポーランド領に編入されてしまった。この頃、デア・ゴルツ家はドイツ人の存在感の維持に奔走していた。例えばデア・ゴルツ自身が1920年から1928年までの間に6人の子供をもうけたように、デア・ゴルツ家を始めとする有力なドイツ人一族はドイツ人人口の増加を奨励したのである。また、デア・ゴルツは私財を投じてドイツ人・ポーランド人双方の子供を教える学校も設立している。
その後、彼は国家社会主義ドイツ労働者党（NASDAP, ナチ党）の影響下にあったポーランドドイツ青年党(Jungdeutsche Partei in Polen, JdP)の地区支部議長に選出されている。やがてポーランドにおける反独感情が高まるとポメラニアをはじめとする旧ドイツ帝国領でドイツ人に対する圧力が高まり、
奉仕所の閉鎖やポーランド当局による資産没収が決定するとアルベルトはこれに対する抗議を行っている。1939年2月17日、彼の行動を不満に思うポーランド人の群衆およそ250名がデア・ゴルツ家を襲撃して略奪を行った。この折、アルベルト自身も侵入者らに直接脅迫を受けている。警察は略奪が収束するまで到着せず、その後の沈静化のみ行った。8月、ナチス・ドイツによるポーランド侵略の噂が囁かれる中、デア・ゴルツは陸軍に復帰するべくハインリヒスフェルデを離れた。その後、彼がフライコールを率いて国境を超えてくるのではないかという噂がハインリヒスフェルデで広まり、現地の反独感情を一層と刺激した。ただし、デア・ゴルツ自身は後に娘から教えられるまでこの噂を知らなかった。

### 第二次世界大戦
1939年8月、デア・ゴルツはドイツ国防軍(Wehrmacht)に予備役大尉として復帰し、第23歩兵師団第9歩兵連隊に配属された。やがて師団はドイツ＝ポーランド国境を超えてセンプルノ・クライェンスキエにて戦闘に突入した。第9連隊はクロノボにて守備隊を駆逐した後、東プロイセンの南にてビャウィストクの占領に参加した。フランス侵攻が始まると、連隊はルクセンブルクやベルギーへの侵攻に参加した後、シャルルヴィル＝メジエールやレーヌ・ア・ロワーズ運河を巡る激戦にも参加した。フランス降伏後は占領地の保安任務に携わる。またフランス侵攻作戦の間に、デア・ゴルツは1939年版二級・一級鉄十字章略章を受章している。
1940年10月、彼の所属する第3大隊はブランデンブルクにて新設された第123歩兵師団第415歩兵連隊に転属する。同年中にデア・ゴルツは第415連隊の第1大隊長に任命された。1941年4月頃、第123師団はバルバロッサ作戦に参加するべく東プロイセンに移動した。1941年から1942年までデミヤンスクで戦い、1942年5月7日には騎士鉄十字章を受章した。
1942年10月15日、第415歩兵連隊は第415擲弾兵連隊に改称され、これと共にデア・ゴルツが連隊長に就任している。第415連隊はデミヤンスクおよびホルムの周辺で戦闘に参加した。1943年初頭、予備役中佐に昇進。同年8月、第6軍の第3山岳師団に転属し、第138山岳猟兵連隊長に就任。9月7日から12日まで臨時に第144山岳猟兵連隊長を務め、12日より第138連隊長の職に復帰している。その後、ヴォルノヴァーハを巡る戦いやザポリージャ防衛などの戦功を称え、1943年11月2日付けで騎士鉄十字章に柏葉章が付された。デア・ゴルツは316人目の柏葉付騎士鉄十字章受章者であった。また1943年12月1日には予備役大佐に昇進している。
1944年1月30日、総統大本営「狼の巣」にて総統アドルフ・ヒトラー直々にデア・ゴルツに対する柏葉章の正式な授与が行われた。この授与式にはデア・ゴルツの他にカール・ケッツ中佐、ヨーゼフ＝ゲオルク・ムルツァー少佐、アンドレアス・トーライ騎兵大尉、ハインリヒ・ボイク予備役少尉らが授与対象者として出席していた。

## 戦死
1944年3月、ドイツ第6軍は赤軍により包囲を受けつつあった。第138および第144山岳猟兵連隊は軍主力の後退が完了するまで、イングレツ川に設置された橋頭堡を保持し続ける旨の命令を受ける。第144連隊に所属していた狙撃兵ヨーゼフ・アラーベルガーは、回顧録『最強の狙撃手』（原題：Im Auge des Jägers）の中でこの橋頭堡を巡る戦いについて回想し、フォン・デア・ゴルツの死にも触れている。
1944年3月14日または15日、渡河を控えた師団所属の車両群が南ブーフ川の陣地に集結する。第138および第144連隊も車両群の近くに入れば安全が確保されると判断し、この陣地に向かった。到着後、アラーベルガーはみぞれが降る中で両連隊の連隊長以下将校団が指揮所を設け防衛の方針について話し合っているのを見ていたが、突然ロシア戦車の襲来を伝える警報が響き、現れたT-34戦車が車載機銃で部隊への銃撃を開始した。車両群の中にいた1台の突撃砲が応戦するべく射撃位置に入ろうとしている中、フォン・デア・ゴルツの愛馬が後ろ足に銃撃を受けて倒れた。将兵らが遮蔽物を探して走り回る中、フォン・デア・ゴルツは足を止めて愛馬を見やった。その途端、ロシア戦車の砲撃が車両群のうち何両かを爆発させ、飛び散った金属片は馬を切り裂き、フォン・デア・ゴルツもまた吹き飛ばされてしまった。直後、突撃砲の応射が始まりロシア戦車は撃破された。数分で混乱は落ち着き、アラーベルガーが見てみるとフォン・デア・ゴルツは起き上がっていたが、右腕が引き千切られており、まもなく失神した。その後、彼は周囲の将兵の介抱を受けオデッサの野戦病院に後送されたものの、1944年3月16日に重度の壊疽の為死亡した。

## 家族
アルベルト・グラーフ・フォン・デア・ゴルツは女男爵 (Freiin) のイザベレ・マリー・ルイーゼ・"イーザ"・クニッゲ（Isabelle Marie Luise "Isa" Knigge, 1895年 - 1986年）と1919年1月23日に結婚した。ハインリヒスフェルデの邸宅に暮らし、5人の娘と1人の息子をもうけている。
- ギーゼラ・エリザベート・クララ・クレメンティーネ・グレーフィン・フォン・デア・ゴルツ (Gisela Elisabeth Clara Clementine Gräfin von der Goltz) - 1920年3月13日生
- インゲボルク・エミーリエ・アデーレ・イレーネ・グレーフィン・フォン・デア・ゴルツ (Ingeborg Emilie Adele Irene Gräfin von der Goltz) - 1921年3月17日生
- イーザ・マリア・エマ・ヘレーネ・グレーフィン・フォン・デア・ゴルツ (Isa Maria Emma Helene Gräfin von der Goltz) - 1922年2月7日生, 2007年5月15日没
- レナーテ・エリザベート・ヘートヴィッヒ・マーラ・グレーフィン・フォン・デア・ゴルツ (Renate Elisabeth Hedwig Mara Gräfin von der Goltz) - 1923年2月15日生
- ハインリヒ・ヴィルヘルム・テオドール・モーリッツ・ヴァルター・グラーフ・フォン・デア・ゴルツ (Heinrich Wilhelm Theodor Moritz Walter Graf von der Goltz) - 1926年8月2日生
- ヘルガ・ルイーゼ・ヒルデガルト・ヘレーネ・ウルズラ・ゲーザ・グレーフィン・フォン・デア・ゴルツ (Helga Luise Hildegard Helene Ursula Gesa Gräfin von der Goltz) - 1928年10月29日生

一家は1937年のオランダ女王ユリアナと王配ベルンハルトの結婚式にも賓客として招かれている。
妻イザベレ・フォン・デア・ゴルツはいくつかの病院で看護助手として働き、アルベルトの死後には一族のハインリヒスフェルデ脱出とドイツ系住民のメクレンブルク移住を指揮した。イザベレは赤十字看護婦になった娘レナーテと共にハルムシュドルフにあったグルデンシュタインの住民およそ300名の避難を支援した。デア・ゴルツ家はシレジアのドイツ系貴族と友好関係があった事から、ドイツ系住民らと共に西方へ脱出している最中、一時的な宿泊施設の提供など支援を受けている。戦後、ハインリヒスフェルデはポーランド領ツァイチェとなった為、一族はドイツ北部に定住した。イザベレは1986年に死去した。
娘イーザ・フォン・デア・ゴルツもハインリヒスフェルデ脱出に参加した。戦時中は軍病院で働き、敗戦後はフレンスブルクで看護婦の訓練を受けた。また朝鮮戦争勃発を受けて人道支援団に志願し、1954年から1956年まで朝鮮半島に派遣された。その後、アメリカ留学を経てブランケネーゼにエルザ・ブラントシュトレーム・ハウス(Elsa-Brandström-Haus)を設立した。また1980年から1998年までの18年間、赤十字社ハンブルク支部(DRK-Kreisverband Altona)にて支部長を務めた。彼女は赤十字国際委員会が定める最高級記章であるフローレンス・ナイチンゲール記章を受賞し、また1996年にはハンブルク市民賞(Hamburger Bürgerpreis)を受章している。2007年5月17日死去。当時の赤十字社ハンブルク支部長ディルク・ライマーズは彼女の死に対し、「彼女の記憶は偉大なる模範として我々の記憶に残り続ける」と述べた。

## ノート
1. ↑  「グラーフ」 (Graf) は姓名の一部ではなく伯爵に相当する爵位。女伯や伯爵夫人は「グレーフィン」 (Gräfin) と呼ばれる。
2. ↑  ドイツ語でDiakonissenstationまたはDiakonissenhausと呼ばれる施設。教会が地域ごとに設置している奉仕活動の拠点を指す。